# Эммет, Джулия
Джулия Эммет (англ. Julia Emmet, полное имя Julia Colt Pierson Emmet; 1829—1908) — американская художница и иллюстратор.

## Биография
Родилась 10 июня 1829 года в местечке Рамапо, штат Нью-Йорк, в семье Джозии Гилберта Пирсона и его жены Джулии Будино (урождённая Кольт) Пирсон. Её отец был изобретателем, основавшим в Рамапо металлургическую фирму JG Pierson & Brothers. Её дедушка по материнской линии был достопочтенным Питером Кольтом, казначеем штата Коннектикут; дедушкой по отцовской линии — Джереми Пирсон был членом Палаты представителей США.
Изучала искусство у Дэниела Хантингтона, была известна как художник и иллюстратор.
Умерла 25 сентября 1908 года в Нью-Рошелле, штат Нью-Йорк, и была похоронена на городском кладбище Beechwoods Cemetery.

### Семья
Джулия Эммет с 1854 года была замужем за Уильямом Дженкинсом Эмметом, сыном судьи Роберта Эммета и внуком генерального прокурора Нью-Йорка Томаса Эммета.
В семье было десять детей:
- Роберт Темпл Эммет[англ.] (1854—1936), полковник армии США;
- Розина Эммет (1854—1948), художница;
- Julia Colt Emmet (1856—1863)[5];
- Уильям Эммет[англ.] (1858—1941), инженер-электрик;
- Деверо Эммет[англ.] (1861—1934), архитектор полей для гольфа;
- Richard Stockton Emmet (1863—1929)[6];
- Лидия Эммет (1866—1952), художница;
- Кристофер Темпл Эммет[англ.] (1868—1957), адвокат;
- Thomas Addis Emmet (1870—1886);
- Джейн Эммет (1873—1961), художница.